# کشتی زمینی

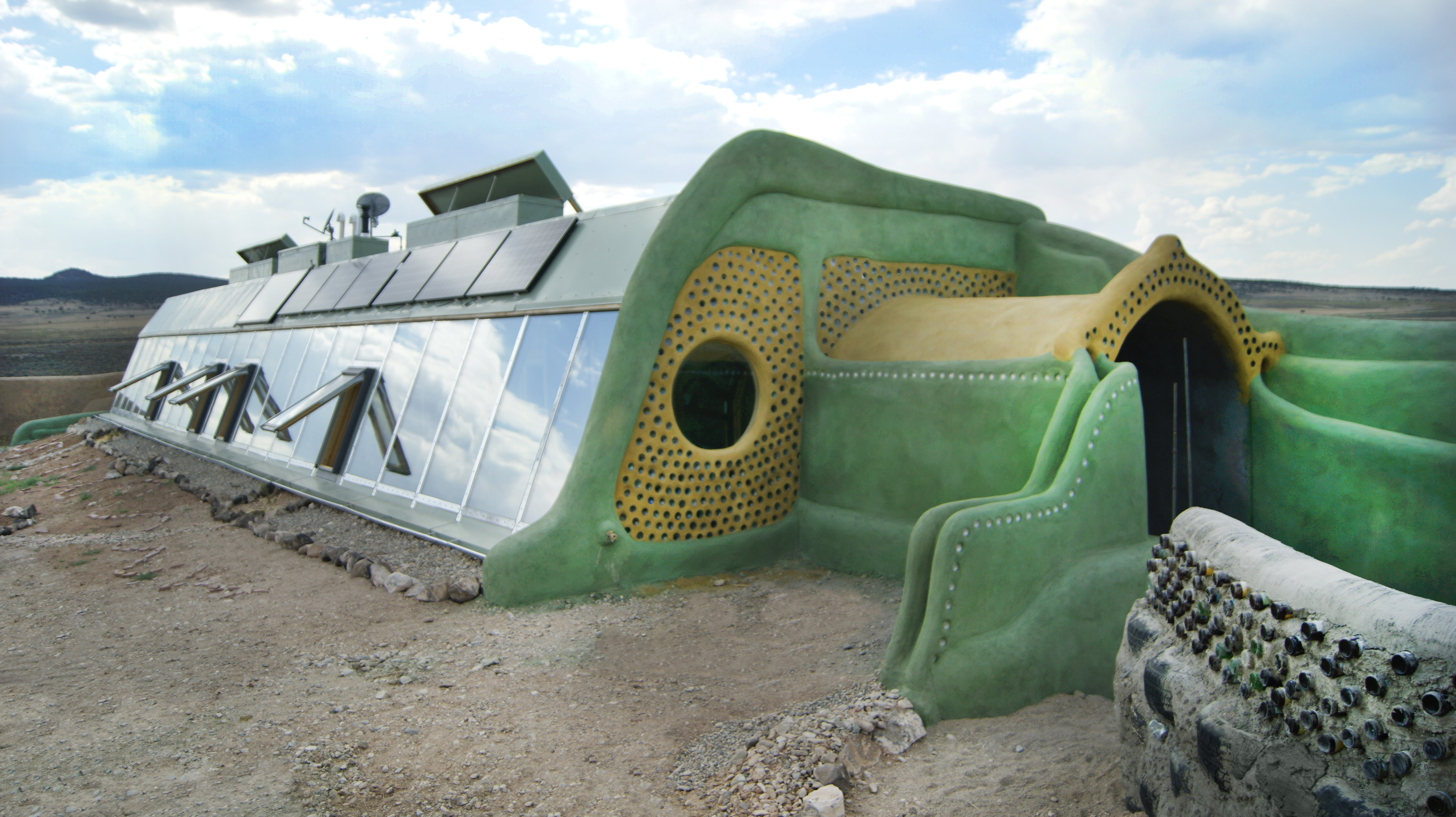
نمایی از یک کشتی زمینی

کشتی زمینی (به انگلیسی: Earthship) نوعی خانه غیرفعال خورشیدی ساخته شده از مواد طبیعی و بازیافتی است.
این خانه‌ها به وسیله شرکت Earthship Biotecture تاوس نیومکزیکو طراحی و عرضه شده‌است و به گونه‌ای طراحی شده‌اند که اثر انسان را بر سیاره زمین کاهش داده و رابطه انسان را با زمین از راه بهره‌برداری از انرژی‌های قابل بازیافت و مصالح کم مصرف به لحاظ انرژی افزایش می‌دهند.
این کشتی‌ها خانه‌های مستقل هستند و وابستگی خود به تسهیلات عمومی و سوخت‌های فسیلی را به حداقل می‌رسانند. آن‌ها معمولاً سیستم تهویه طبیعی مخصوص به خود دارند. کشتی‌های زمینی برای بهره‌گیری از منابع محلی موجود به ویژه انرژی خورشید ساخته می‌شوند. برای مثال، پنجره‌های موجود در دیوارهای روبه خورشید روشنایی و گرما دریافت می‌کنند. دیوارهای داخلی ضخیم و متراکم جرم حرارتی تنظیم‌کننده طبیعی دمای داخلی در مدت وجود دماهای سرد و گرم در بیرون را فراهم می‌سازند.
مصالحی که طراحان برای ساخت این‌گونه بناها استفاده می‌کنند به صورت ضایعات و به مقدار زیاد وجود دارد. کارفرمایی که در زمینه ساخت و ساز تجربه کافی ندارد نیز می‌تواند به طراحان در ساخت بنا کمک نماید. مشارکت معمار و کارفرما این امکان را به کارفرما می‌دهد که بعدها بتواند به تنهایی خانه خود را مرمت نماید که این باعث پایداری هرچه بیشتر این نوع معماری می‌شود.
استفاده از اجزای پیش طراحی و پیش ساخته، حضور فرد متخصص را کم کرده و در نتیجه هزینه‌ها را کاهش می‌دهد و باعث پایداری هرچه بیشتر در این نوع معماری می‌گردد.
اجزای پیش‌ساخته ساختمان در خود محل تولید انبوه شده و لذا موجب صرفه جویی در زمان، منابع و کاهش ضایعات ساختمانی می‌شوند.

## تاریخچه

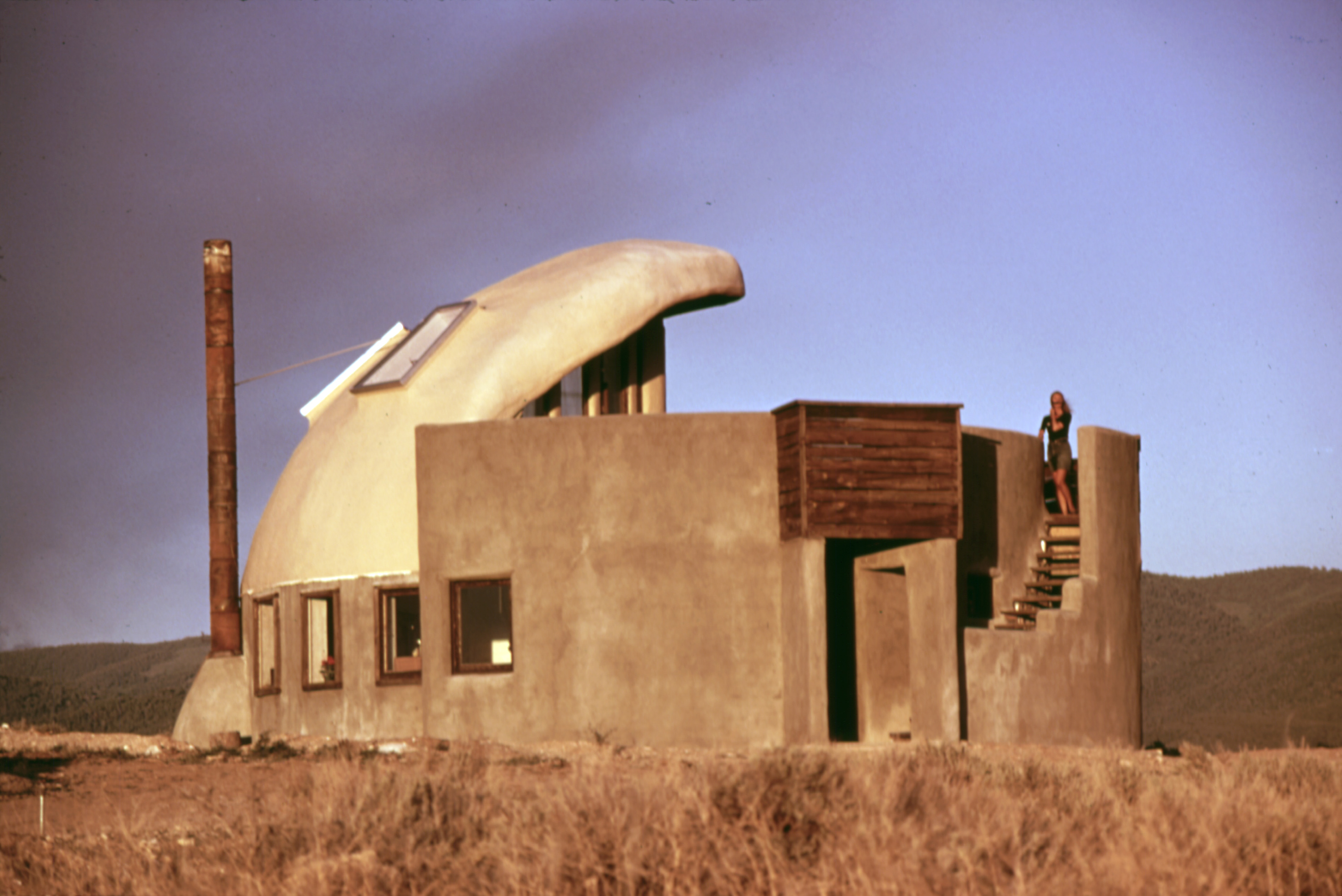
Thumb House اولین ساختمان مایکل رینولدز ثبت شده قبل از ۱۹۷۰

Earthship به صورتی که امروزه وجود دارد در دهه ۱۹۷۰ شکل گرفت. مایکل رِینولدز، مؤسس شرکت Earthship Biotecture، شرکتی که در زمینه‌های طراحی و ساخت Earthshipها متخصص است، خواست خانه‌ای سه منظوره خلق کند:
با استفاده از مواد بومی کل سیاره و همچنین مواد بازیافتی در هر جایی که ممکن است ساختمانی با دوام خواهد بود.
این خانه‌ها وابسته به منابع طبیعی انرژی و مستقل از شبکه سراسری هستند بنابراین کمتر در معرض بلایای طبیعی و از خطوط برق و آبی مستقل هستند که از نظر رینولدز بدنما و بیهوده هستند.
از نظر اقتصادی برای فرد معمولی بدون مهارت‌های تخصصی ساخت و ساز و خلق چنین ساختمان‌هایی امکان‌پذیر است.

## ارت شیپ‌ها
Earthshipنوعی خانه غیرفعال خورشیدی ساخته شده از مواد طبیعی و بازیافتی است. این خانه‌ها طوری طراحی شده‌اند که اثر انسان را برسیاره زمین کاهش داده و رابطه انسان را با زمین از راه بهره‌برداری از انرژی‌های قابل بازیافت و مصالح کم مصرف به لحاظ انرژی افزایش می‌دهند.
Earthshipها خانه‌های مستقل هستند و وابستگی خود به تسهیلات عمومی و سوخت‌های فسیلی را به حداقل می‌رسانند. آن‌ها معمولاً سیستم تهویه طبیعی مخصوص به خود دارند.
مصالحی که طراحان برای ساخت این‌گونه بناها استفاده می‌کنند به صورت ضایعات می‌باشد. کارفرمایی که در زمینه ساخت وساز تجربه کافی ندارد نیز می‌تواند به طراحان در ساخت بنا کمک نماید.
مشارکت معمار و کارفرما این امکان را به کافرما می‌دهد که بعدها بتواند به تنهایی خانه خود را مرمت نماید که این باعث پایداری هرچه بیشتر این نوع معماری می‌شود.
استفاده از اجزای پیش طراحی و پیش ساخته، حضور فرد متخصص را کم کرده و در نتیجه هزینه‌ها را کاهش می‌دهد.
برای مثال :پنجره‌های موجود در دیوارهای روبه خورشید روشنایی و گرما دریافت می‌کنند. دیوارهای داخلی ضخیم و متراکم جرم حرارتی تنظیم‌کننده طبیعی دمای داخلی در مدت وجود دماهای سرد و گرم در بیرون را فراهم می‌سازند.
تایرهای خاک رسی برخلاف مواد دیگر بیشتر در دسترس مردم عادی است. تایرهای ضایعاتی در هرکجای جهان وجود دارند و به دست آوردن آن‌ها آسان است.
Earthship به عنوان یک نظر و ایده محدود به تایرها نبود و می‌توان از هر ماده متراکم دارای پتانسیل جرم و توده گرمایی مانند بتن، خشت خام، کیسه‌های خاک یا سنگ به صورت نظری در خلق ساختمانی مشابه Earthshipاستفاده کرد. با این حال، تایر خاک رسی بخشی از تعریف Earthship است.
معمولاً تیم‌های دونفره‌ای که در کنار هم به عنوان بخشی از تیم بزرگتر ساخت و ساز را تشکیل می‌دهند. یکی ازاعضای تیم دونفره که هربار یک بیل درتایر می‌ریزد. عضو دوم که درداخل تایر ایستاده‌است، از چکش آهنگری برای فشرده‌سازی خاک در داخل ان استفاده می‌کند. شخص دوم برای صاف و هموار کردن خاک درون تایر و جلوگیری از تاب برداشتن تایر، در مسیری دایره‌ای در داخل تایر حرکت می‌کند. این تایرهای دارای خاک کوبیده و صاف شده در Earthship در محل ساخته می‌شوند چون وقتی به‌طور مناسب ساخته شوند وزنی معادل ۳۰۰ پوند دارند و جابجایی آن‌ها ممکن است دشوار باشد.
مزیت‌های دیگر تایر پر شده از خاک ظرفیت بالای تحمل بار و مقاومتش دربرابر آتش‌سوزی است. این تایر به‌طورکامل پرشده که حدود ۲ فوت و ۸ اینچ عرض دارد به اندازه‌ای فشرده و حجیم است که از نیازهای متداول به توزیع بار ساختمانی در زمین فراتر می‌رود. چون تایر پر شده از خاک است، در صورت قرارگیری در معرض آتش نمی‌سوزد.
دیوارهای داخلی و غیر باربر اغلب به شکل لانه زنبور و از قوطی‌های بازیافتی آلومینیومی و بطری‌های شیشه‌ای به هم پیوسته به وسیله سیمان ساخته می‌شوند. این دیوارها معمولاً به وسیله گچ و سیمان به صورت ضخیم اندود می‌شوند.

## سیستم‌ها
Earthshipبه عنوان ساختمانی طراحی شد که نیازی به تسهیلات عمومی و رفاهی ندارد، آنچه بیشتر پناهگاه‌های امروزی بر ان استوار هستند. Earthshipها باید بتوانند امکانات مخصوص به خود را ایجاد کنند و از مواد با دوام و در دسترس به آسانی بهره گیرند. برای اینکه این ساختمان‌ها کاملاً بی‌نیاز از این تسهیلات رفاهی باشند، باید بتوانند سه سیستم اب، برق و سرمایش و گرمایش را مدیریت کنند.

## اب و هوا
اب وهوای داخلی Earthship پایداراست و با بهره‌گیری ازپدیده‌های مختلف فضای راحتی ایجاد می‌کند. اساساً، Earthship سعی می‌کند از ویژگی‌های جرم و توده گرمایی و گرم و خنک‌سازی خورشیدی بهره گیرد.
نمونه‌های ان پنجره‌های بزرگ جلویی با سایبان‌های کامل، دیواره‌های ترومب و فن اوری‌های دیگر مانند پنجره‌های سقفی هستند. دیوارهای باربر ساخته شده از تایرهای پر شده از خاک در Earthship دو کار انجام می‌دهند. اول، بار سقف را تحمل می‌کنند و دوم توده گرمایی متراکمی فراهم می‌سازند که در طول روز گرما را جذب می‌کند و در طول شب ان را دفع و ساطع می‌کند و اب و هوای داخل را در تمام روز نسبتاً راحت و خوب نگه می‌دارد.
علاوه بر توده گرمایی بزرگ، برخی Earthshipها پناهگاه زمینی هستند. مزیت‌های پناهگاه زمینی چون به توده گرمایی اضافه می‌شود دوگانه است و اگر Earthship از نظر ارتفاع به اندازه کافی پایینتر از زمین قرار گرفته باشد، باعث می‌شود ساختمان از دمای پایدار زمین بهره ببرد. برای بهره‌گیری از خورشید، Earthship در موقعیتی قرار می‌گیرد که دیوار اصلی ان مستقیماً رو به سوی خط استواست، یعنی دیواری که غیر باربر و اکثراً ساخته شده از صفحات شیشه‌ای است. این موقعیت، قرارگیری مطلوب در مواجه با خورشید را امکان‌پذیر می‌سازد.
برخی Earthshipها به ویژه آنهایی که در اب و هوای خنک تر ساخته می‌شوند از سایه اندازی عایق بر روی دیوار رو به خورشید در جهت کاهش اتلاف گرما در طول شب بهره می‌گیرند.
این ساختمان‌ها اغلب به شکل سم اسب هستند تا در طول ماه‌های زمستان حداکثر استفاده از نور طبیعی خورشید را بکنند.
سقف Earthship به خاطر بازده انرژی اغلب به وسیله دو لایه ۴ اینچی عایق پلی ایزو شدیداً عایق کاری می‌شود.
عایق کاری قسمت بیرونی دیواره‌های تایر که در طرح‌های نخستین متداول نبود، پایداری و دوام Earthshipها در هر اب و هوایی را بهبود می‌بخشد بدون اینکه دوام آن‌ها به خطر بیافتد

## تهویه طبیعی
oEarthshipها معمولاً از سیستم تهویه طبیعی مخصوص خود استفاده می‌کنند. این سیستم از ورود هوای خنک از پنجره جلویی که برای این منظور ایجاد شده و خروج از یکی از پنجره‌های سقفی واقع درEarthship تشکیل می‌شود. وقتی هوای داغ بالا می‌رود، سیستم جریان هوای دایمی – ورود هوای خنک‌کننده و خروج هوای گرم تر- ایجاد می‌کند.

## مشکلات گرمایش
oEarthship بر تعادل بین تقویت گرمای خورشیدی و توانایی دیوارهای تایری و زیرخاک در انتقال و ذخیره گرما استوار هستند. این طرح به دنبال کم کردن نیاز به گرمای کمکی است. برخیEarthshipها از گرمایش بیش از حد و برخی از سرمایش بیش از حد رنج می‌برند. برخی از کشتی‌های زمینی به نظر مشکلات جدی در مورد اتلاف گرما دارند. در این موارد، به نظر می‌رسد گرما در طول فصل گرمایش پیوسته به زمین نفوذ می‌کند و تلف می‌شود. این وضعیت از باور اشتباهی ناشی می‌شود مبنی براینکه ساختمان‌های متصل به زمین نیازی به عایق ندارند.

## آب
Earthshipها طوری طراحی می‌شوند که می‌توانند اب محیط را بگیرند و از ان استفاده کنند بدون اینکه اب منبع مرکزی را دریافت کنند. اب مورد استفاده در Earthshipاز اب باران، برف به دست می‌آید. وقتی اب روی سقف جمع می‌شود، از میان وسیله گیرنده گل و لای به سوی مخزن اب هدایت می‌شود. مخازن در موقعیتی قرار دارند که از نظر گرانشی تغذیه می‌کنند، بخشی که باکتری‌ها و مواد الاینده را تصفیه می‌کند و اب را مناسب نوشیدن می‌سازد. از چند فیلتر و پمپ دی سی تشکیل می‌شود که به صفحه‌ای پیچ می‌شوند. سپس اب به داخل تانک فشار مرسوم هدایت می‌شود تا فشار اب معمولی خانگی را ایجاد شود.
اب جمع شده به این صورت برای مصارف خانگی به استثنای سیفون دستشویی به کار می‌رود. در سیفون دستشویی ابی به کار می‌رود که حداقل یکبار قبل از آن مورد استفاده قرار گرفته شده باشد واغلب فاضلاب تصفیه شده دستشویی‌ها و حمام‌ها ست و به ان اب خاکستری گفته می‌شود.
فضایی که در آنجا (بخش سازماندهی اب)، صفحه پمپ آب خاکستری، مخزن فشار (اولین مجموعه) باتری‌ها و (بخش سازماندهی نیرو) ذخیره می‌شوند در اتاق کوچکی به نام پکیج سیستم‌ها قرار دارد.

## آب خاکستری
اب خاکستری، اب استفاده شده نامناسب برای نوشیدن است که در داخل Earthship به منظورهای مختلف به کار می‌رود. اول، پیش از اینکه بتوان اب خاکستری را مجدداً مورد استفاده قرارداد، ازمیان دستگاه تصفیه روغن و ذرات عبور می‌کند و وارد سلول گیاهی دارای خطوط عمودی به عمق ۶۰–۳۰ اینچ می‌شود. از این فیلتر به کمک این گیاهان جاسازی شده می‌توان در تولید غذا بهره گرفت. به دلیل خاصیت گیاهان، اکسیژن در حین تصفیه به اب اضافه می‌شود و نیتروژن را خارج می‌کنند.

## برق

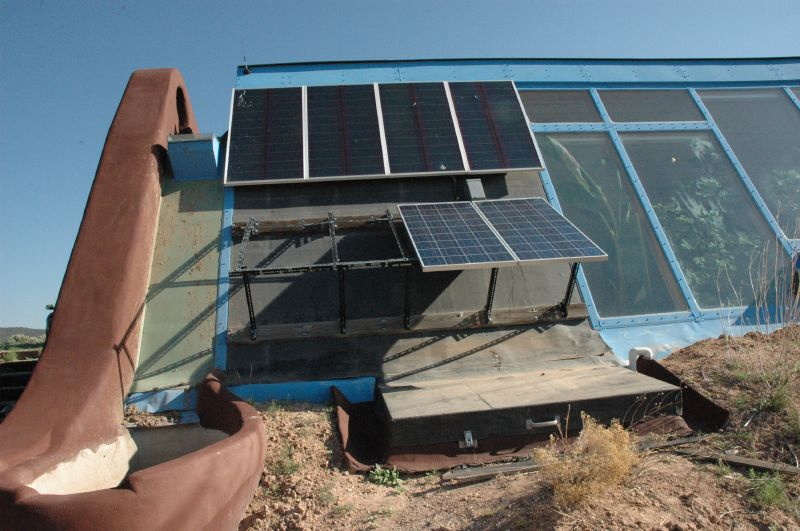
کشتی زمینی

Earthshipها به گونه‌ای طراحی می‌شوند که انرژی مخصوص خود و به دست آمده از منابع مختلف را جمع‌آوری و ذخیره می‌کنند. بخش عظیم انرژی برق از خورشید و باد به دست می‌آید. صفحات خورشیدی و توربین‌های بادی واقع بر روی یا نزدیک Earthship انرژی برق DC تولید می‌کنند که در چندین نوع باتری با قطب اتصال اسیدی ذخیره می‌شود. فضایی که در آنجا این باتری‌ها نگهداری می‌شوند معمولاً اتاقک ساخته شده برای این منظور و واقع بر روی سقف است؛ که می‌تواند توسط یک تکنسیین برق به راحتی نصب شود. در صورت نیاز انرژی بیشتر از ژنراتورهای بنزینی به دست می‌آید.

## مزیت‌های بالقوه
جمع‌آوری اب بارانی که بر سقف می‌ریزد تأثیر جریان اب حاصل از بارندگی در حوزه آبریز ساختمان را کاهش می‌دهد و ممکن است هزینه‌های خدمات اب و حتی فاضلاب را کاهش دهد.
وجود ترکیبی از خانه‌های با صفحه خورشیدی و تولید باد روش مطمعنی در فراهم‌سازی برق در بسیاری از موقعیت هاست.
استفاده از بخش‌های منحی شکل مانند قوس‌های افقی برای مقاومت در برابر بارهای زمینی طرحی ایمن و بی‌خطری است.
تولید پای کار آب تمیز، خاکستری با استفاده از بسترهای گیاهی تأثیر محیطی ساختمان را کاهش می‌دهد.
تایرهای لاستیکی دیوار مقاوم در برابر باد ایجاد می‌کنند. تایرهای لاستیکی معمولاً دردسترس هستند و می‌توان با پرداخت هزینه‌ای کم به آن‌ها دست یافت و از نگهداری آن‌ها در مناطق زباله دانی و سوزاندن غیرقانونی آن‌ها اجتناب می‌شود.
این ساختمان به شدت انعظاف پذیر و مطابق با سلیقه‌های زیبا شناختی مختلف است.

## روند شکل‌گیری و توسعه Earthship در جهان
در سراسر جهان شرکت ارث شیپ بیوتکچر در هر ایالتی از ایالت متحده و همچنین بسیاری از کشورهای اروپایی مورد استفاده قرار می‌گیرد. رواج و معروفیت آن‌ها و به‌کارگیری مواد کم هزینه درآن‌ها بسیاری از افراد را تحریک کرده‌است خانه‌های خود را به این سبک بسازند.
- اروپا:در سال ۲۰۰۴، نخستین Earthship بریتانیا در دریاچه کینگ واقع در اسکاتلند افتتاح شد. این ساختمان را داوطلبان مرکزخیریه اس سی آی ساختند. در سال ۲۰۰۷، شرکتEarthship مجوزکامل طراحی به منظور ساخت درمکان پیشرفتی و با ارزش مشرف به بریگتون در بریتانیا را به دست آوردند. به‌کارگیری بررسی امکان اجرای موفق ۶ ماهه را دنبال کرد. به‌کارگیری موفق در مورد خانه‌های Earthship یک، دو و سه خوابه در این مکان انجام گرفت. ۱۵۰۰ تایر برای ساخت این خانه بازیافت خواهد شد (بریتانیا تقریباً ۴۰ میلیون تایر را هرساله می‌سوزاند).
- در بلژیک، Earthship ترکیبی هم به عنوان ساختمان نمایشی در حال ساخت است. چون استفاده از تایرها در بلژیک غیرقانونی است (به خاطر خطر نفوذ فلزات سمی مانند سرب و روی)، در این پروژه از کیسه‌های شنی برای ساخت Earthship استفاده می‌شود.
- آفریقا:آنجل و  کامپ بین سال‌های ۱۹۹۸–۱۹۹۶ اولین Earthship را ساختند. آن‌ها ۱۵۰۰ تایر را برای ساخت دیوار صاف کردند.
- درآرژانتین، شهر ماردل است که اهداف آموزشی را محقق سازند.